# Anthrenosoma
Anthrenosoma es un género de coleópteros de la familia Anthribidae.

## Especies
Contiene las siguientes especies:
- Anthrenosoma bohlsi Jordan, 1904
- Anthrenosoma gounellei Jordan, 1904
- Anthrenosoma tibiale Jordan, 1904